# Ентоні Вест
Ентоні «Ент» Вест (англ. Anthony West; 17 липня 1981, Меріборо, Квінсленд, Австралія) — австралійський мотогонщик, учасник чемпіонатів світу з шосейно-кільцевих мотогонок MotoGP та Supersport. За кар'єру здобув дві перемоги на етапах серії Гран-Прі, обидва у Нідерландах (у 2003 та 2014 роках).
Відомий за прізвиськом «Людина дощу» завдяки вмінню їзди на вологому покритті під час дощових гонок.

## Біографія

### MotoGP
Вигравши чемпіонат Австралії з дорожніх гонок (англ. dirt track) в класі 250сс, а також набувши відповідного досвіду в шосейно-кільцевих гонках у класі 125сс на національному рівні, Ентоні Вест дебютував у чемпіонаті світу MotoGP в сезоні 1999 року, закінчивши його на 12-ій позиції в загальному заліку класу 250сс. В наступному сезоні він став шостим.
В 2001-му Ентоні перейшов до «королівського» класу 500сс, де за підсумками сезону був 18-им. Не знайшовши достатньо спонсорів для участі у чемпіонаті, Вест змушений був пропустити сезон 2002.
У 2003-му він повернувся до класу 250cc. Виступаючи на Aprilia, він здобув дебютну перемогу (Гран-Прі Нідерландів). Додавши до неї ще три подіуми, за підсумками сезону Ентоні зайняв сьоме місце (найвище у кар'єрі). Наступні три сезони стали для австралійця менш успішними: виступаючи у класі 250сс він лише один раз зумів піднятись на подіум.
Сезон 2007 Вест також розпочав у середньому класі, проте у розпал чемпіонату перейшов у MotoGP, замінивши у команді «Kawasaki Racing Team» Олів'є Жаке. В результаті 11 гонок він зайняв 15-е місце в загальному заліку. Наступного року Ентоні продовжив виступати за японську команду в «королівському» класі, і цей сезон став останнім для «Kawasaki» у MotoGP. В загальному заліку Вест посів 18-е місце.

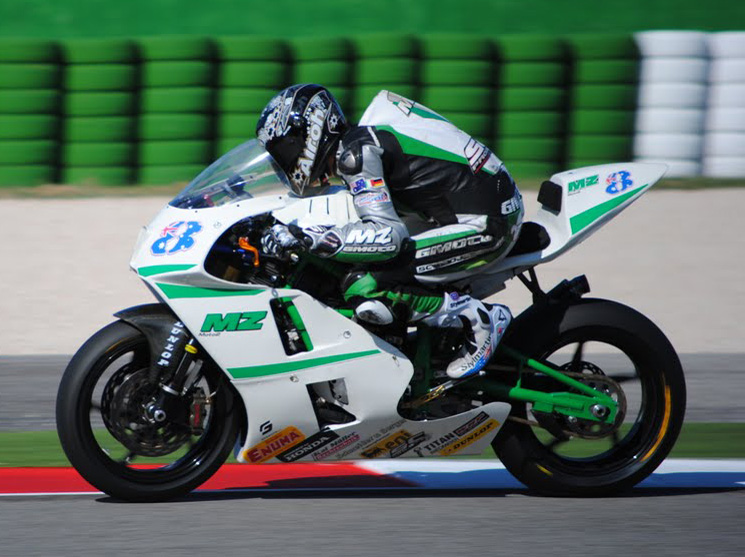
Ентоні Вест у Мізано, 2010 рік

Після року відсутності, у 2010-му Вест повернувся до чемпіонату, підписавши дворічний контракт з командою «MZ Racing Team» для виступів у новоствореному класі Moto2. Він не продемонстрував високих результатів, але його досвід був запотребований командою «QMMF» для сезону 2012, в ході якого він спочатку виступав на Moriwaki, згодом пересівши на мотоцикл виробництва Speed Up. Це принесло Весту два подіуми поспіль.
Він залишився з командою на сезон 2013, але після закінчення сезону прийшла звістка, що Весту анульовано всі результати гонок за період з Гран-Прі Франції-2012 до жовтня 2013 року у зв'язку з вживанням допінгу.
У сезоні 2014 Ентоні продовжив виступати за катарську команду. Перші гонки австралієць закінчував в районі десятого місця, але на Гран-Прі Нідерландів, яке проходило у складних погодних умовах, зумів здобути другу перемогу в кар'єрі. Загалом у сезоні Ент зайняв 12-е місце та продовжив виступати в складі «QMMF Racing Team» і у наступному сезоні.
Сезон 2015 почався з посередніх результатів. Ентоні нечасто потрапляв у залікову зону, а його найкращими результатами стали два сьомих місця. За підсумками 13-и гонок сезону він посідав у загальному заліку лише 19-е місце, тому після Гран-Прі Сан Марино він був звільнений з команди і припинив свою участь у чемпіонаті. В кінці сезону Ентоні замінив у команді «AB Motoracing» травмованого Карела Абрахама, взявши участь у трьох гонках класу MotoGP.

### WSBK
Через відсутність коштів на подальшу участь у чемпіонаті MotoGP, Ент на сезон 2016 змушений був шукати можливість участі у інших серіях мотогонок. Так, він відгукнувся на пропозицію команди «Tribeca Racing»
і взяв учать у дебютній гонці сезону чемпіонату WSS, Гран-Прі Австралії, де посів третє місце.

## Статистика виступів

### MotoGP

#### В розрізі сезонів
| Сезон  | Клас   | Команда                      | Мотоцикл             | Гонки | Пер | Под | ПП | НК | Очки | Місце |
| ------ | ------ | ---------------------------- | -------------------- | ----- | --- | --- | -- | -- | ---- | ----- |
| 1998   | 125cc  | Christopher West Plumbing    | Honda RS125          | 1     | 0   | 0   | 0  | 0  | 0    | —     |
| 1999   | 250cc  | Shell Advance Honda Team     | Honda NSR250         | 16    | 0   | 0   | 0  | 0  | 66   | 12    |
| 2000   | 250cc  | Shell Advance Honda Team     | Honda NSR250         | 16    | 0   | 0   | 0  | 0  | 146  | 6     |
| 2001   | 500cc  | Dee Cee Jeans Racing Team    | Honda NSR500         | 14    | 0   | 0   | 0  | 0  | 27   | 18    |
| 2003   | 250cc  | Team Zoppini Abruzzo         | Aprilia RSV250       | 16    | 1   | 4   | 0  | 0  | 145  | 7     |
| 2004   | 250cc  | Freesoul Abruzzo Racing Team | Aprilia RSV250       | 14    | 0   | 0   | 0  | 0  | 88   | 11    |
| 2005   | 250cc  | Aprilia Germany              | Aprilia RSV250       | 1     | 0   | 0   | 0  | 0  | 30   | 17    |
| 2005   | 250cc  | Wurth Honda BQR              | Honda NSR250         | 1     | 0   | 0   | 0  | 0  | 30   | 17    |
| 2005   | 250cc  | Red Bull KTM GP250           | KTM 250FRR           | 5     | 0   | 1   | 0  | 1  | 30   | 17    |
| 2006   | 250cc  | Kiefer-Bos-Racing            | Aprilia RSV250       | 16    | 0   | 0   | 0  | 0  | 78   | 11    |
| 2007   | 250cc  | Team Sicilia                 | Aprilia RSV250       | 7     | 0   | 0   | 0  | 0  | 25   | 19    |
| 2007   | MotoGP | Kawasaki Racing Team         | Kawasaki Ninja ZX-RR | 11    | 0   | 0   | 0  | 0  | 59   | 15    |
| 2008   | MotoGP | Kawasaki Racing Team         | Kawasaki Ninja ZX-RR | 18    | 0   | 0   | 0  | 0  | 50   | 18    |
| 2010   | Moto2  | MZ Racing Team               | MZ Moto2             | 17    | 0   | 0   | 0  | 0  | 26   | 23    |
| 2011   | Moto2  | MZ Racing Team               | MZ Moto2             | 17    | 0   | 0   | 0  | 0  | 40   | 22    |
| 2012   | Moto2  | QMMF Racing Team             | Moriwaki MD600       | 16    | 0   | 0   | 0  | 0  | 0    | —     |
| 2012   | Moto2  | QMMF Racing Team             | Speed Up S12         | 16    | 0   | 0   | 0  | 0  | 0    | —     |
| 2013   | Moto2  | QMMF Racing Team             | Speed Up SF13        | 17    | 0   | 0   | 0  | 0  | 19   | 21    |
| 2014   | Moto2  | QMMF Racing Team             | Speed Up SF14        | 18    | 1   | 1   | 0  | 0  | 72   | 12    |
| 2015   | Moto2  | QMMF Racing Team             | Speed Up SF15        | 13    | 0   | 0   | 0  | 0  | 30   | 19    |
| 2015   | MotoGP | AB Motoracing                | Honda RC213V-RS      | 3     | 0   | 0   | 0  | 0  | 0    | НК    |
| Всього | Всього | Всього                       | Всього               | 237   | 2   | 6   | 0  | 1  | 901  |       |

## Цікаві факти
- За свою кар'єру у MotoGP Ентоні Вест здобув дві перемоги, обидві на одному треку, у Ассені, з інтервалом у 11 років.[3]
- Незважаючи на успішну кар'єру, через відсутність спонсорів Ентоні ледве зводив кінці з кінцями — він жив у будинку разом із батьком, а спати йому доводилось у коморі[4].